# Укарам
Укарам (малаял. ഉകാരം) — ഉ, пятая буква буквенно-слогового алфавита малаялам, обозначает короткий огубленный гласный заднего ряда верхнего подъёма, используется в начале слова, внутри слова укарам передаётся с помощью диакритического знака куниппы, причем существует знак как для обозначения короткого — ു, так и для длинного звука — ൂ, например പു /pu/ и പൂ /puː/. На конце слова в некоторых диалектах произносится короткая (половинная) укарам (കുറ്റിയൽ ഉകരം) /ŭ/, которая на письме обозначается либо знаком чандракала ്, либо комбинацией ു + ്, например ന + ു + ് = നു് /nŭ/, хотя и комбинация ന് на конце слова в зависимости от контекста тоже может обозначать звук /nŭ/. Символ юникода U+0D09.